# A-004

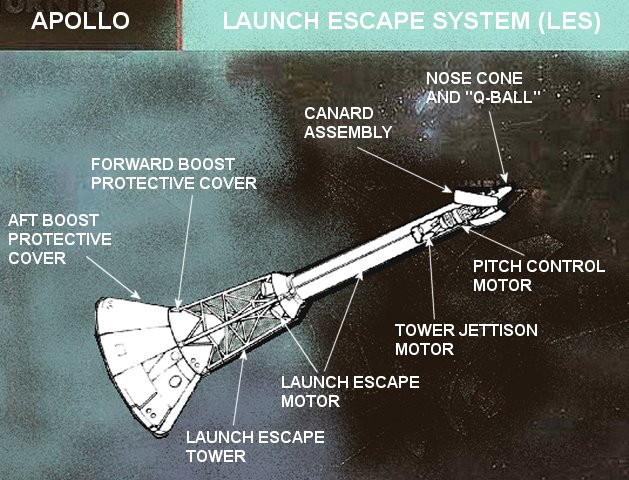
비상 탈출 로켓(LES)의 개념도

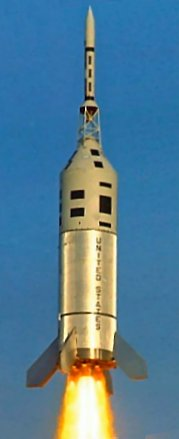
비행중인 리틀 조 II 로켓

A-004는 미국의 아폴로 계획에 의해 6번째로 행해진 비상 탈출 로켓(launch escape system; LES)의 발사 실험이다. LES의 시험은 A-004가 마지막이 되었다.

## 목적
A-004는 LES의 최종 시험이며, 또 처음으로 사령선의 실물이 사용된 실험이기도 했다. 그 때문에, 다음 해인 1967년 1월 27일에 사령선의 화재 사고로 비행사 3명이 희생되어, 거기에 아폴로 1호의 이름이 쓰일 때까지는 이 비행이 아폴로 1호로 불리고 있었다. A-004의 목적은,
(1) 공력적인 한계에 이르는 상황에서 LES가 정확하게 작동할까
(2) LES가 한계 고도에서 로켓 모터를 분사한 후 적절히 기체를 안정시켜 올바른 방향으로 이끌 수 있을까
를 시험하는 것이었다.
실험에 사용하는 리틀 조 II 로켓은 이것이 마지막 비행이며, 4기의 알골(ALGOL) 로켓과 5기의 보조 엔진을 탑재하고, 출력은 1,766 kN 로 그 당시까지 가장 강력한 것이었다. 사령선·기계선 및 LES에도 개량이 더해졌고, 낙하산은 패드 어보트 테스트-2와 같은 것이 사용되고 있었다.

## 비행
기술적인 문제나 기상 조건에 의해 약간의 지연은 있었지만, A-004는 1966년 1월 20일 15:17:01 UTC에 화이트 샌즈 미사일 레인지로부터 발사되었다. 예정 고도에 도달해, 지상의 관제관이 명령을 전달하면, LES는 로켓 모터를 점화시켜 크게 회전하면서 리틀 조 II 로켓으로부터 분리되었다. 회전 속도는, 요(yaw) 및 피치(pitch) 운동이 초당 160°, 롤(roll) 운동이 초당 70°였다.전방부의 카너드(canard, 동체 앞부분의 작은 날개)가 전개되면, 기체는 4회전한 후 사령선의 내열 보호물을 진행 방향을 향하는 자세로 안정시켰다. LES의 분리나 낙하산의 전개도 문제 없이 행해져 사령선은 발사대로부터 34.63 km 멀어진 지점에 착륙했다. 원지점은 23.83 km였다.